# Природний та культурно-історичний регіон Котор
Природний та культурно-історичний регіон Котор — об'єкт Світової спадщини ЮНЕСКО, що розташований в Чорногорії, включений до списку в 1979 році. Він включає старе місто Котора (італ. Cattaro), оборонні споруди Котора, та оточуючий регіон внутрішньої Которської затоки.

## Опис

### Старе місто Котора
Старе місто Котор міститься в міських стінах, добре збережене і має відновлений середньовічний міський пейзаж з помітними будівлями, включаючи Собор Святого Трифона (побудований 1166 р.).

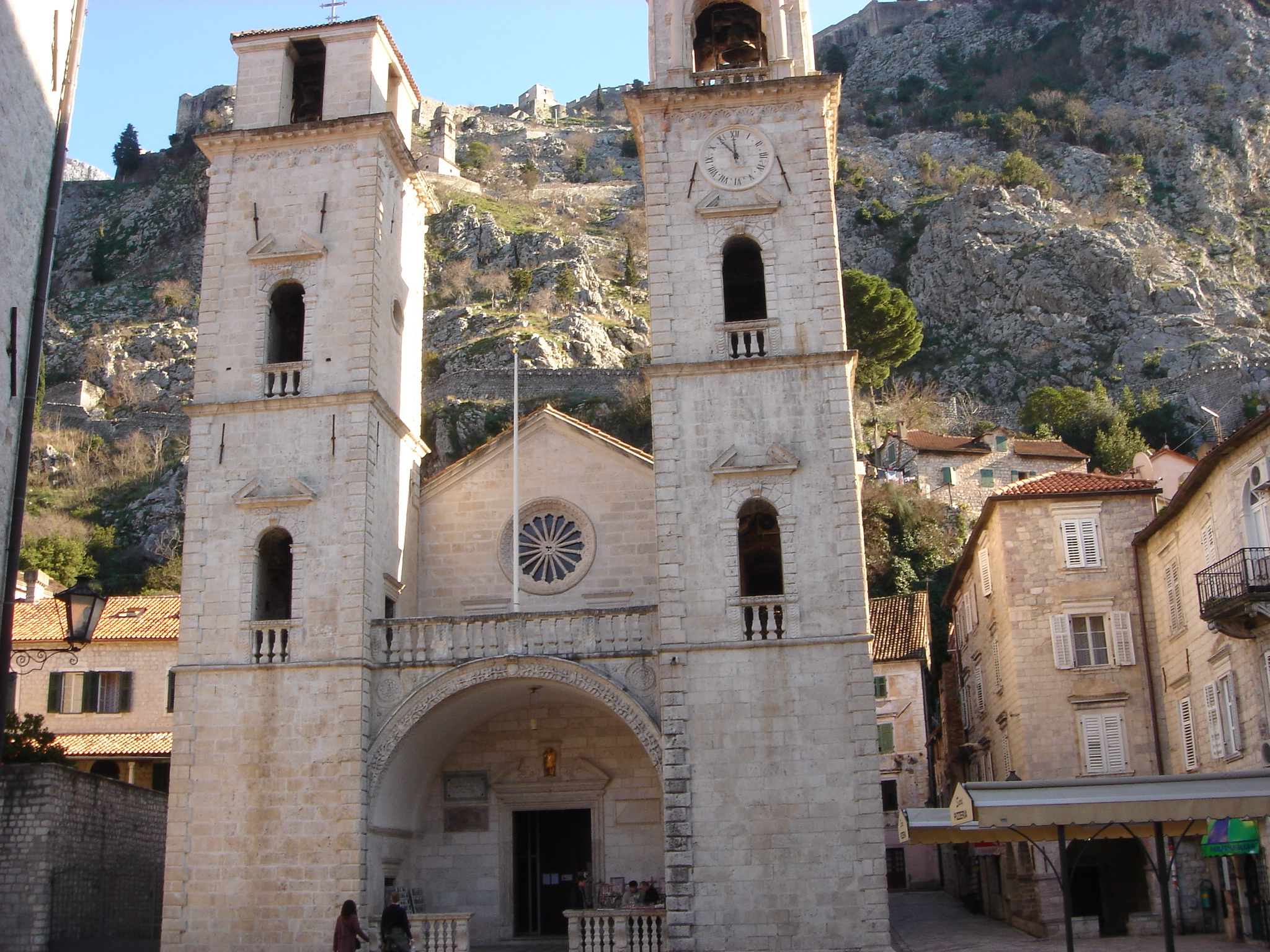
Собор святого Трифона

Котор був сильно пошкоджений під час землетрусу в Чорногорії 15 квітня 1979 року, і це призвело до того, що місце було внесена до Списку об'єктів у небезпеці в 1979 році. Після значного відновлення в місті, цей об'єкт був знятий з цього списку в 2003 році.

### Оборонні споруди Котора
Укріплення складаються з системи оборонних військових споруд для захисту середньовічного міста Котор. До них належать міські стіни з воротами і бастіонами, валами, що піднімаються на гору Св. Іоанна, замок св. Іоанна (San Giovanni) і споруди підтримки. Хоча деякі структури належать до римських і візантійських часів, більшість укріплень були зведені під час правління Венеційської республіки; пізніше були зроблені деякі модифікації австрійцями. Укріплення є найважливішим аспектом Всесвітньої спадщини.

### Регіон Котор
Регіон, що входить у спадщину, — це внутрішня бухта Котора (повз протоки Веріже) з навколишніми горами та містами, зокрема Рисан і Пераст, крім Котора. Також частиною спадщини є острівці острова Святого Георгія (Sveti Đorđe) і острів Богородиця на Скелі (Gospa od Škrpijela).

## Збереження
У 1979 році, коли об'єкт був вписаний до списку Світової спадщини, він також був поміщений на Список Світової спадщини в небезпеці через пошкодження землетрусу. Внаслідок узгоджених міжнародних зусиль значна частина місця, зокрема стосовно міста Котор, були відновлені. У 2003 році місце було знято з переліку небезпек.
Місце спадщини стоїть перед багатьма проблемами. Природні небезпеки, такі як ерозія та землетруси, завжди залишатимуться загрозою. Більш гострим, однак, є вплив людської діяльності. Таким чином, деякі міські розробки були визнані невідповідними цілям збереження. Питанням була пропозиція побудувати міст через протоку Веріже: запропонований міст Веріже між мисом Св. Опатово полегшує рух на Адріатичному шосе, яке в даний час використовує систему поромів для перетину затоки.
Коли місце було вписано в 1979 році, це було зроблено на основі його культурних цінностей; у звіті Місії ЮНЕСКО за 2008 рік пропонується також врахувати його видатну цінність як «культурний ландшафт», який може призвести до повторного подання.

## Галерея

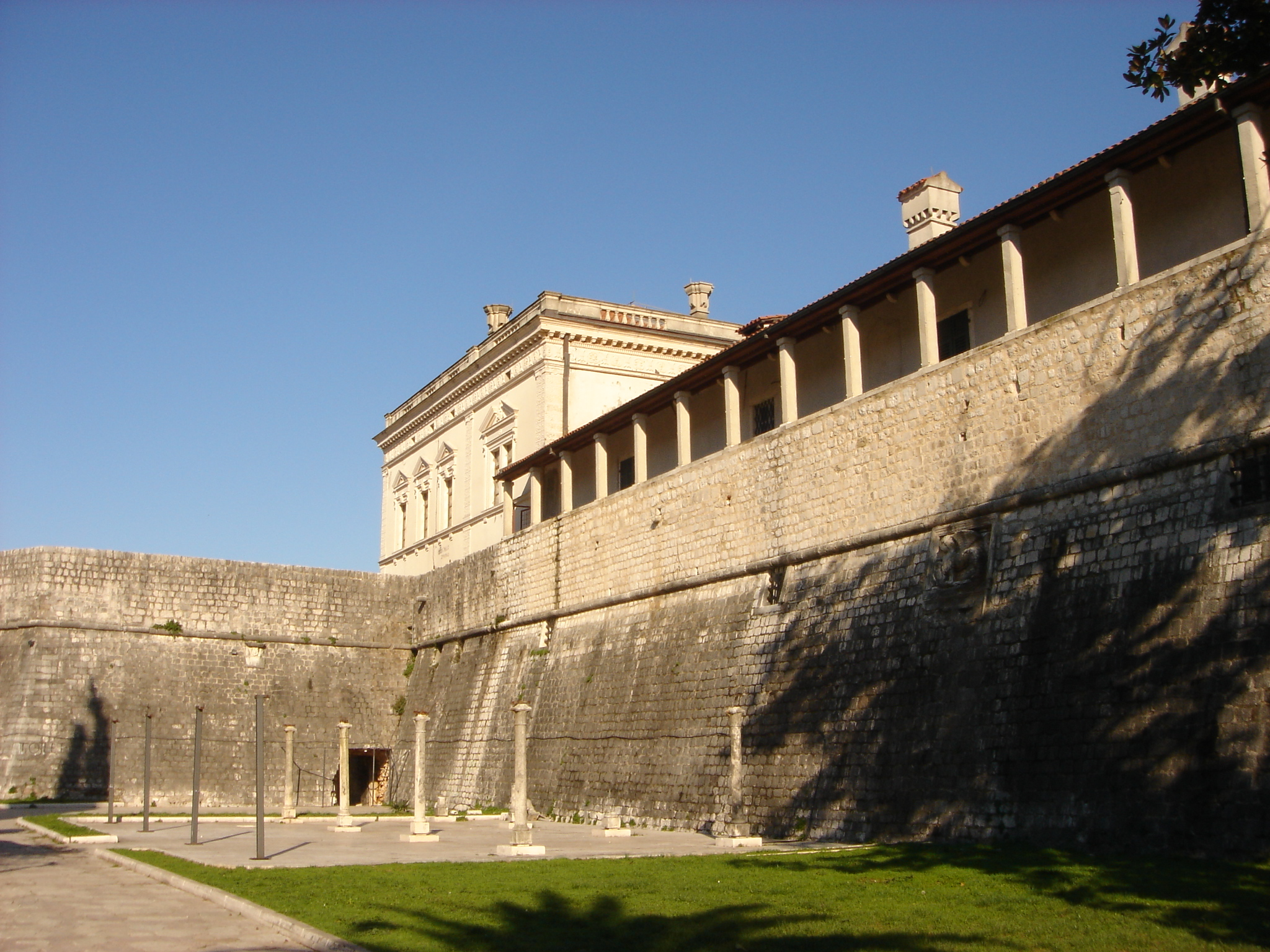
Вигляд на галерею
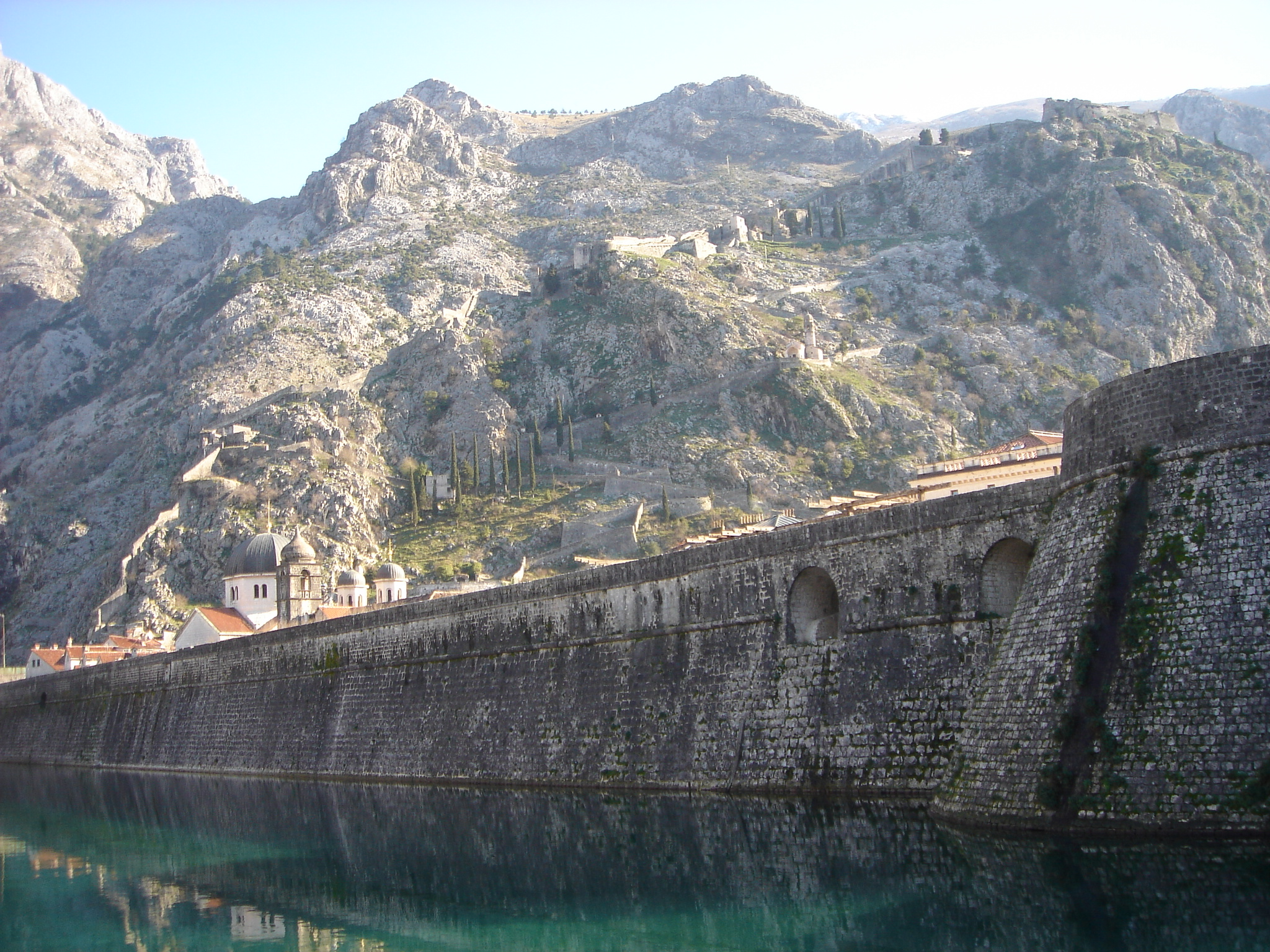
Вигляд на міські стіни
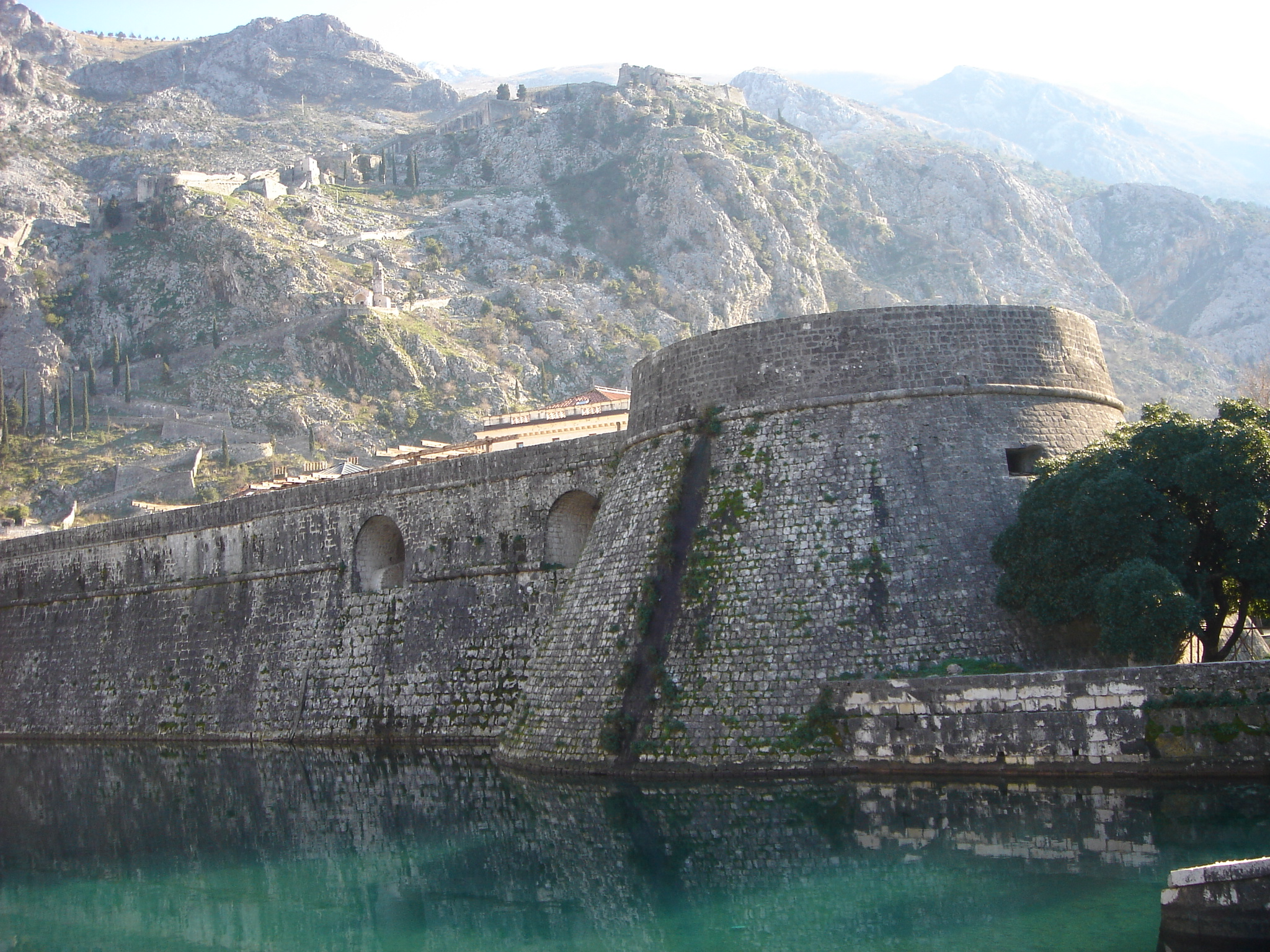
Вигляд на бастіон